# Viplaix
Viplaix est une commune française, située dans le département de l'Allier en région Auvergne-Rhône-Alpes.
Ses habitants sont appelés les Viplaisiens.

## Géographie
Le territoire communal est arrosé par la rivière Arnon.
La commune est limitrophe de celle de Saint-Désiré.
Le territoire communal est traversé par le sentier de grande randonnée de pays : Sur les pas des maîtres sonneurs.

### Climat
Pour des articles plus généraux, voir Climat d'Auvergne-Rhône-Alpes et Climat de l'Allier.
En 2010, le climat de la commune est de type climat océanique dégradé des plaines du Centre et du Nord, selon une étude du CNRS s'appuyant sur une série de données couvrant la période 1971-2000. En 2020, Météo-France publie une typologie des climats de la France métropolitaine dans laquelle la commune est dans une zone de transition entre le climat océanique altéré et le climat de montagne ou de marges de montagne et est dans la région climatique Ouest et nord-ouest du Massif Central, caractérisée par une pluviométrie annuelle de 900 à 1 500 mm, maximale en automne et en hiver.
Pour la période 1971-2000, la température annuelle moyenne est de 10,9 °C, avec une amplitude thermique annuelle de 15,3 °C. Le cumul annuel moyen de précipitations est de 851 mm, avec 11,9 jours de précipitations en janvier et 7,3 jours en juillet. Pour la période 1991-2020, la température moyenne annuelle observée sur la station météorologique de Météo-France la plus proche, « Preveranges », sur la commune de Préveranges à 10 km à vol d'oiseau, est de 11,3 °C et le cumul annuel moyen de précipitations est de 911,3 mm,. Pour l'avenir, les paramètres climatiques de la commune estimés pour 2050 selon différents scénarios d'émission de gaz à effet de serre sont consultables sur un site dédié publié par Météo-France en novembre 2022.

## Urbanisme

### Typologie
Au 1er janvier 2024, Viplaix est catégorisée commune rurale à habitat très dispersé, selon la nouvelle grille communale de densité à 7 niveaux définie par l'Insee en 2022.
Elle est située hors unité urbaine. Par ailleurs la commune fait partie de l'aire d'attraction de Montluçon, dont elle est une commune de la couronne,. Cette aire, qui regroupe 58 communes, est catégorisée dans les aires de 50 000 à moins de 200 000 habitants,.

### Occupation des sols

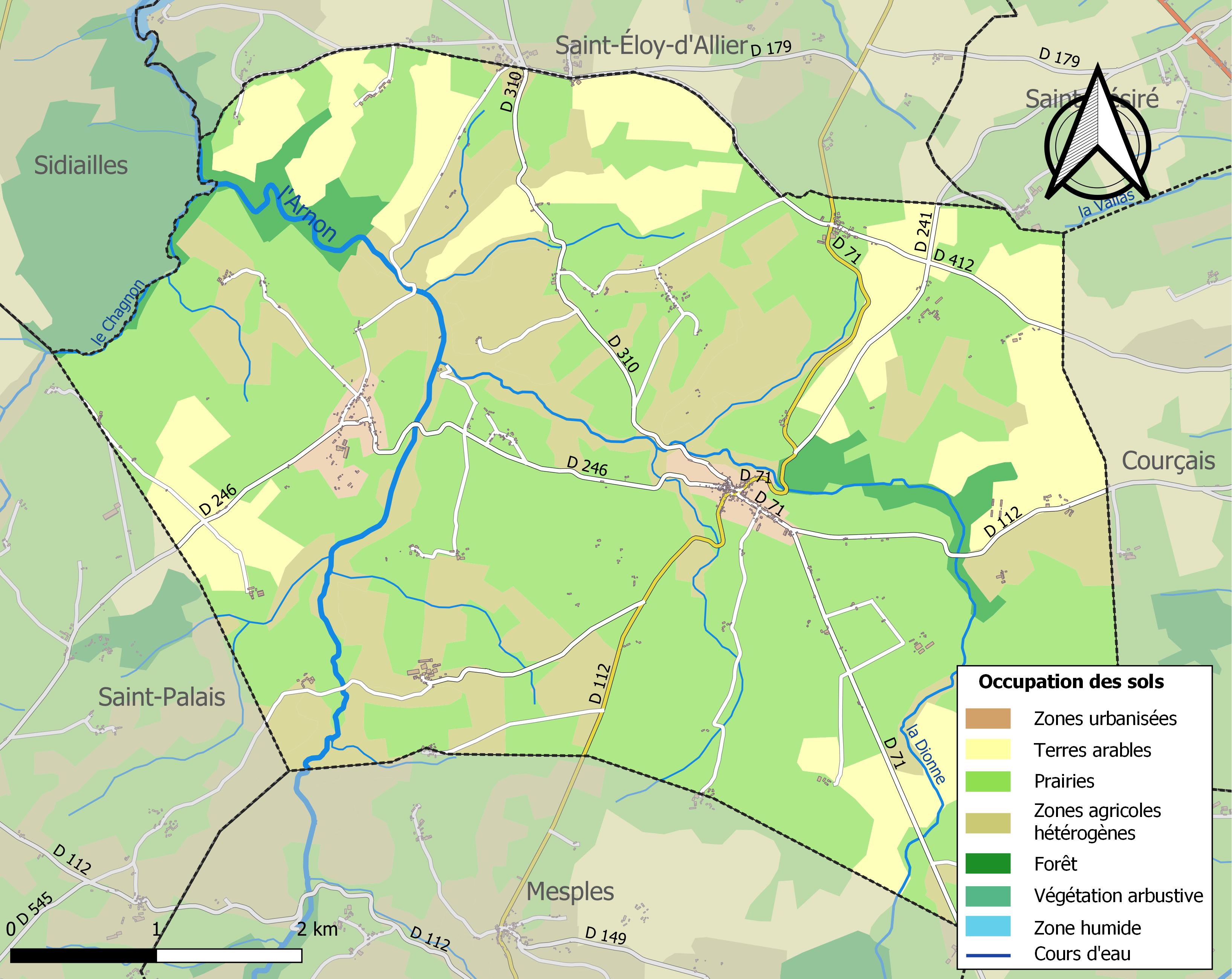
Carte des infrastructures et de l'occupation des sols de la commune en 2018 (CLC).

L'occupation des sols de la commune, telle qu'elle ressort de la base de données européenne d’occupation biophysique des sols Corine Land Cover (CLC), est marquée par l'importance des territoires agricoles (95 % en 2018), une proportion identique à celle de 1990 (95 %). La répartition détaillée en 2018 est la suivante : 
prairies (55,9 %), zones agricoles hétérogènes (22,9 %), terres arables (16,3 %), forêts (3,3 %), zones urbanisées (1,7 %).
L'IGN met par ailleurs à disposition un outil en ligne permettant de comparer l’évolution dans le temps de l’occupation des sols de la commune (ou de territoires à des échelles différentes). Plusieurs époques sont accessibles sous forme de cartes ou photos aériennes : la carte de Cassini (XVIIIe siècle), la carte d'état-major (1820-1866) et la période actuelle (1950 à aujourd'hui).

## Histoire
L'occupation du territoire est attestée dès le Magdalénien. On a trouvé aussi des vestiges (haches polies) de l'époque néolithique.
Le nom Viplaix ou Vipleix, vient du latin Vicus plenus.
Sur le plan ecclésiastique, la paroisse de Viplaix au diocèse de Bourges dépendait de l'abbaye de Saint-Denis puis au XVe siècle elle fut rattachée au prieuré voisin de La Chapelaude. D'un point de vue seigneurial, Viplaix était vassale pour partie de la Roche-Guillebaud,, l'autre dépendant de la seigneurie de Hérisson.

### Les Hospitaliers
Les Hospitaliers de l'ordre de Saint-Jean de Jérusalem avaient sur la paroisse de Viplaix une commanderie dite de « Lavaux-Saint-Jean / La Vau(l)x Saint-Jean » dépendant de la commanderie de Chanonat au grand prieuré d'Auvergne et composée d'un domaine constitué de maison, grange, étable, ruines d'une chapelle ; bois de la Garenne, de Molifet ; terre de derrière La Grange, pré de la Pille, terres de Pérobe, de La Grange, de la Petite Penserolle, de La Chaume blanche, des prévôté ainsi que de dîmes et cens. Elle se trouvait à l'emplacement de l'actuel lieu-dit L'Hôpital.

## Politique et administration
| Période                                  | Période                   | Identité             | Étiquette | Qualité     |
| ---------------------------------------- | ------------------------- | -------------------- | --------- | ----------- |
| Les données manquantes sont à compléter. |                           |                      |           |             |
| mars 2001                                | mars 2008                 | Roland Vincent       |           |             |
| mars 2008                                | mai 2020                  | Jean-Michel Dumontet | DVD       | Agriculteur |
| mai 2020                                 | En cours (au 9 juin 2020) | Jean-Michel Paliot   |           |             |

## Population et société

### Démographie
L'évolution du nombre d'habitants est connue à travers les recensements de la population effectués dans la commune depuis 1793. Pour les communes de moins de 10 000 habitants, une enquête de recensement portant sur toute la population est réalisée tous les cinq ans, les populations de référence des années intermédiaires étant quant à elles estimées par interpolation ou extrapolation. Pour la commune, le premier recensement exhaustif entrant dans le cadre du nouveau dispositif a été réalisé en 2005.

En 2022, la commune comptait 293 habitants, en évolution de −3,3 % par rapport à 2016 (Allier : −1,38 %, France hors Mayotte : +2,11 %).
| 1793 | 1800 | 1806 | 1821 | 1831 | 1836 | 1841 | 1846 | 1851  |
| ---- | ---- | ---- | ---- | ---- | ---- | ---- | ---- | ----- |
| 660  | 640  | 675  | 900  | 884  | 943  | 837  | 931  | 1 034 |

| 1856  | 1861  | 1866  | 1872  | 1876  | 1881  | 1886  | 1891  | 1896  |
| ----- | ----- | ----- | ----- | ----- | ----- | ----- | ----- | ----- |
| 1 022 | 1 026 | 1 024 | 1 051 | 1 154 | 1 194 | 1 282 | 1 373 | 1 336 |

| 1901  | 1906  | 1911  | 1921  | 1926 | 1931 | 1936 | 1946 | 1954 |
| ----- | ----- | ----- | ----- | ---- | ---- | ---- | ---- | ---- |
| 1 268 | 1 272 | 1 194 | 1 032 | 937  | 908  | 917  | 851  | 706  |

| 1962 | 1968 | 1975 | 1982 | 1990 | 1999 | 2005 | 2006 | 2010 |
| ---- | ---- | ---- | ---- | ---- | ---- | ---- | ---- | ---- |
| 620  | 606  | 473  | 391  | 348  | 296  | 277  | 272  | 291  |

| 2015 | 2020 | 2022 | - | - | - | - | - | - |
| ---- | ---- | ---- | - | - | - | - | - | - |
| 306  | 291  | 293  | - | - | - | - | - | - |

## Culture locale et patrimoine

### Lieux et monuments
- Église Saint-Martin de la première moitié du XXe siècle.
- Ruines d'un château sur un rocher dominant l'Arnon[25].

### Personnalités liées à la commune
- François Maugenest (1750-1814), avocat, juge de paix, député de l'Allier au Conseil des Cinq-Cents, décédé à Viplaix, où il demeurait.
- Étienne Lamoureux (1854-1939), maire de Viplaix, conseiller général, député de l'Allier (1910-1914).
- Lucien Lamoureux (1888-1970), fils d'Étienne, homme politique, député et ministre.

### Héraldique
|  | Les armes de la commune se blasonnent ainsi : D'azur à la bande d'argent chargée d'une épée de gueules, accompagnée de deux gerbes de blé d'or liées de gueules. |